# Jean-Philippe Dally

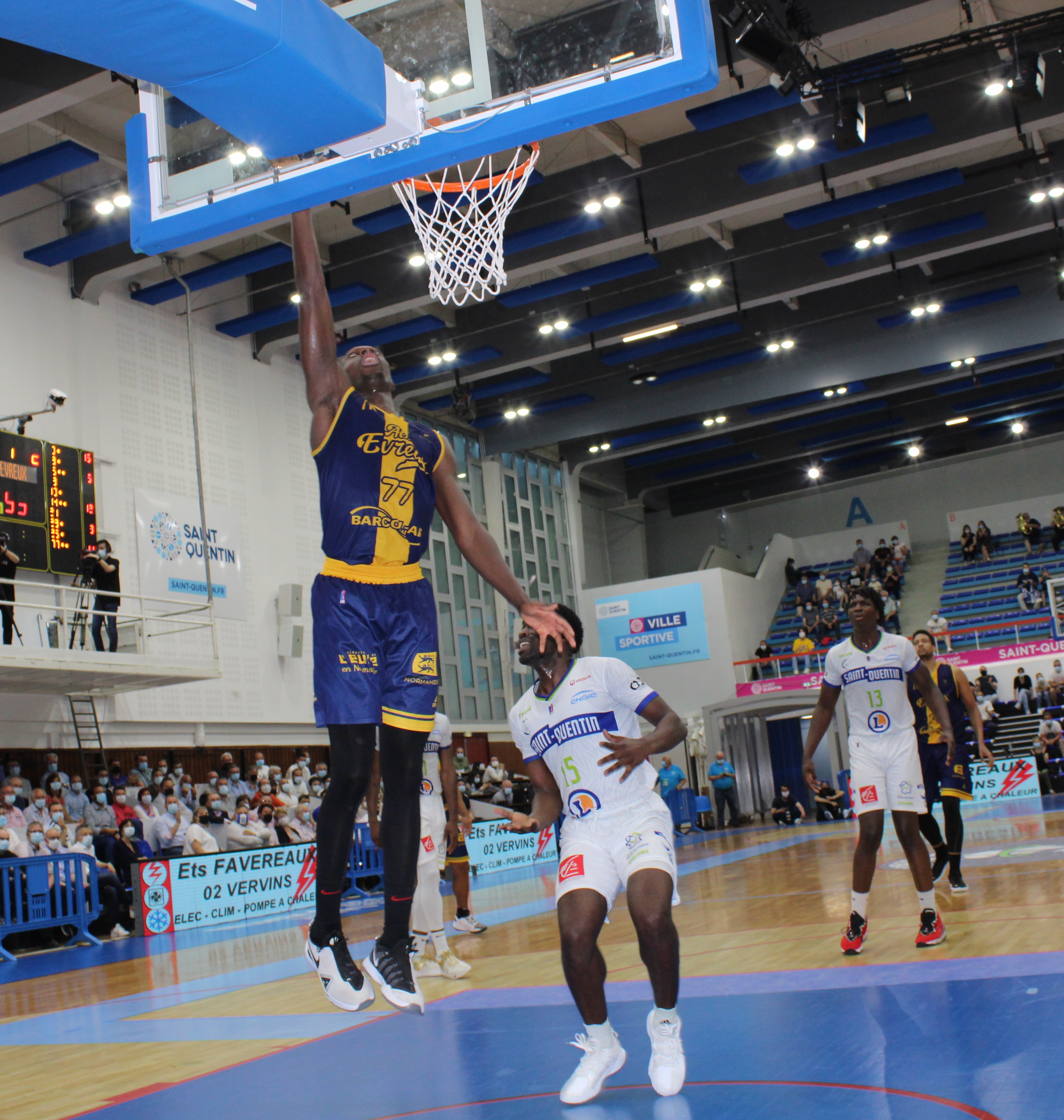
Jean-Philippe Dally 2021

Jean-Philippe Dally (Orleans; 8 de marzo de 1996) es un jugador de baloncesto francés, nacionalizado marfileño, que pertenece a la plantilla del JDA Dijon de la LNB Pro A. Con 1,97 metros de altura juega en la posición de alero.

## Carrere profesional
Formado en la cantera del Le Mans Sarthe Basket, debutó con el primer equipo en la temporada 2014-2015, donde jugó un partido de Play-offs de la Pro A. Jugó un partido en la Eurocup 2015-16.
En la temporada 2021-22, firma por el Orléans Loiret Basket de la LNB Pro A.
En 2022 firma por el Champagne Basket de la LNB Pro B.

### Selección nacional
Representó a la selección francesa júnior en el EuroBasket Sub-20 de 2016, celebrado en Finlandia.
Durante agosto y septiembre de 2023 fue integrante de la selección de Costa de Marfil que participó en el Mundial de 2023 celebrado en Asia, y que finalizó en vigesimoséptimo lugar.